# Juslapeña
Juslapeña è un comune spagnolo di 494 abitanti situato nella comunità autonoma della Navarra.